# آندره دکلرک
آندره دکلرک (انگلیسی: André Declerck; ۱۷ اوت ۱۹۱۹ – ۱۳ سپتامبر ۱۹۶۷) دوچرخه‌سوار اهل بلژیک بود.